# 越占戰爭 (982年)
越占戰爭 (982年)指的是982年越南前黎朝與占婆之間發生的戰爭。
這次戰爭的起因是占婆扣留了越南使者徐穆、吳子庚二人。這令越南前黎朝的皇帝黎桓憤怒，於是黎桓整備戰船，從海路攻擊占婆。占婆大敗，國王波羅密首羅跋摩一世（篦眉稅）陣亡。隨後越南軍隊佔領了占婆首都因陀羅補羅，夷平城池，將大量人口擄掠回國。
此戰後，因陀羅補羅城被廢棄，占婆首都搬遷至毘闍耶。